# Zebrastraat

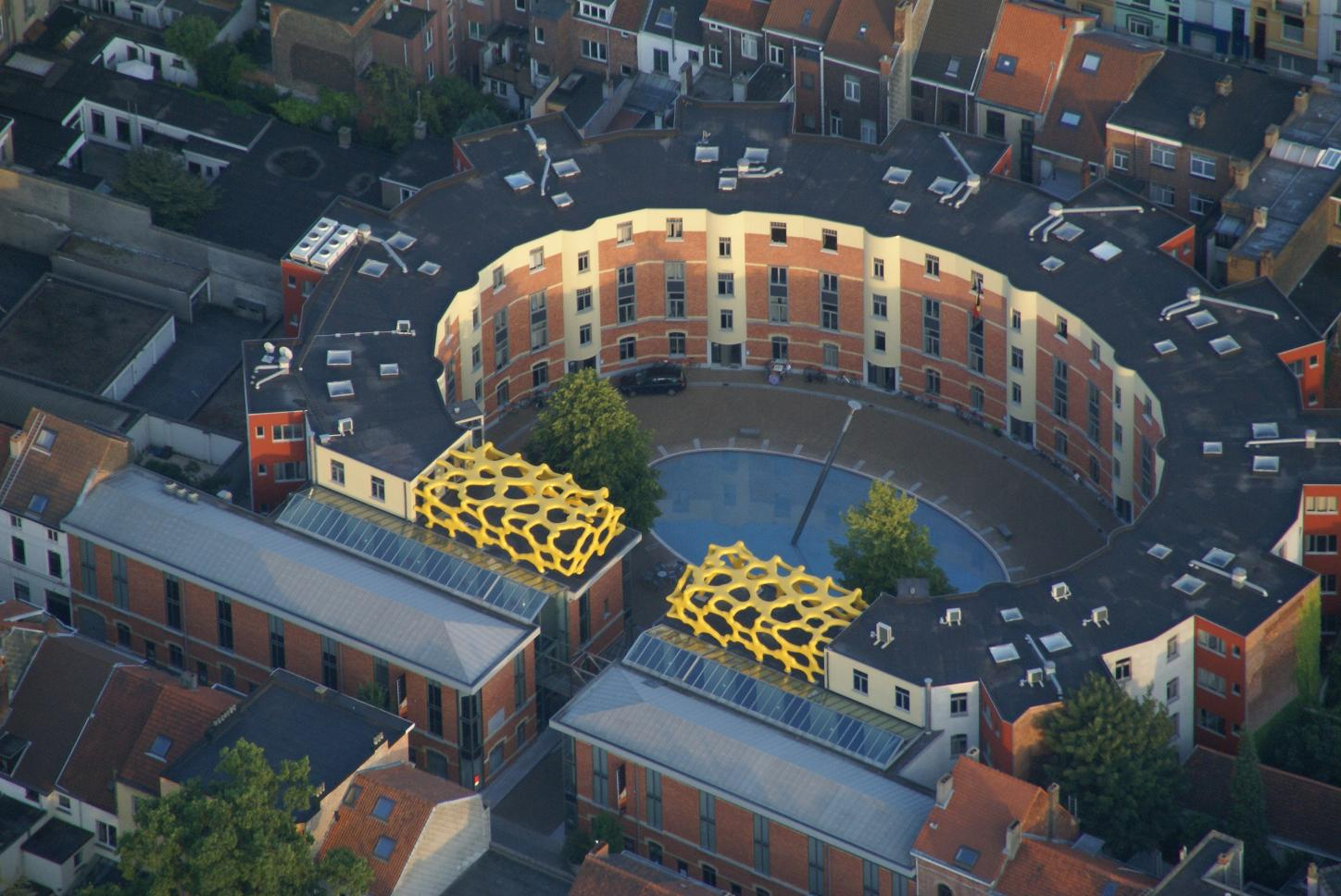
De Zebrastraat in vogelvluchtperspectief met daksculptuur van Nick Ervinck

De Zebrastraat is een gerenoveerd Gents complex waarin huisvesting, cultuur en economie met elkaar verbonden zijn. Het is gebouwd in 1906 door Charles van Rysselberghe als een sociaal experiment. Het werd met zijn oorspronkelijke architectuur in 2006 gerenoveerd tot het project Zebrastraat. In 2012 werd de eerste steen gelegd van "New Zebra", een uitbreiding volgens hetzelfde concept.

## Situering
De industriële expansie verdreef eind 19de eeuw de dierentuin van Gent en het terrein werd verkaveld. De textielindustrie was belangrijk en arbeiderswoningen werden tegen het stadscentrum aangebouwd. Charles Van Rysselberghe moest uit deze dure terreinen het maximale rendement halen en besloot de werkliedenwoningen in de hoogte te bouwen. Zo kwam men tegemoet aan het huisvestingsprobleem veroorzaakt door de urbanisatiegolf.
Sinds de bouw van de woningen in 1906 was sociale huisvesting, beheerd door de Gentse Huisvestingsmaatschappij, de primaire bestemming van deze stadsbuurt. Eind jaren negentig doofde het leven in de wijk uit en werd de buurt overgeleverd aan leegstand en verkrotting.
Uiteindelijk werd het Zebrastraatcomplex in 2002 verkocht aan de stichting Liedts-Meesen, die zich inspande voor het project Zebrastraat. Naast organisatie van sociaal-culturele activiteiten wordt een forum geboden aan jonge kunstenaars, ongewone thema's en nieuwe kunststromingen waardoor artistieke ontwikkelingen worden gestimuleerd.

## Initiatieven
De projecten van de Zebrastraat concentreren zich op experimentele interactieve en digitale kunst. De stichting heeft van het begin gekozen voor weinig verspreide vorm van artistieke expressie, met name kunstvormen die gebaseerd zijn op technologische evolutie. Een eerste initiatief was de tentoonstelling Stippels en Pixels begin 2005. Het daaropvolgende jaar werd hierop voortgebouwd met Update: een biënnale voor interactieve en digitale kunst. Ook in 2010 is er een Update met de tentoonstelling Body Sound in samenwerking met het Centre Georges Pompidou te Parijs.
Parallel aan deze biënnale kent de stichting sinds 2008 de 'New Technological Art Award' toe. De prijs wordt uitgereikt voor een werk dat zich onderscheidt in de digitale kunstwereld en beoordeeld door een internationale jury.
Naast de pioniersrol die de Zebrastraat in deze biënnale vervult, wordt in de zomerperiode jaarlijks een overzichtstentoonstelling van een gevestigde Oost-Vlaamse kunstenaar tentoongesteld. Zo waren er in 2007 de kabinetportretten van Pjeroo Roobjee. In 2009 was het de beurt aan Hans Vandekerckhove met zijn expositie Picture Palace en in 2010 staat Michel Buylen in de kijker.
De kunstenaar van de maand is een initiatief waarbij een jonge kunstenaar een selectie van zijn werk tentoonstelt voor een ruim en divers publiek zonder commercieel oogmerk. Verder engageerde de stichting zich voor projecten die versnippering tussen mensen willen tegengaan en de diversiteit bevorderen zoals Habbekrats, een jeugddienst voor kansarme jongeren en grensoverschrijdende initiatieven. Daarnaast is de Zebrastraat in het bezit van onder meer werken van Panamarenko, Thomas Huyghe en Honoré d’O.

## Exposities
- 2005: Stippels en Pixels
- 2006: Udate I (curator Jean-Marie Dallet)
- 2006: 40 jaar schilderijen Henri Vandermoere
- 2006: Wonderland - Fluxus en het spel
- 2007: Kabinetportretten 1962-2006 Pjeroo Roobjee
- 2008: Update II (curator Peter Weibel, ZKM)
- 2009: Picture Palace Hans Vandekerckove
- 2010: Update III (curator Christine Van Assche, Centre Pompidou)
- 2010: Verlangzamingen Michel Buylen
- 2011: Mugoland
- 2012: Adam Leech
- 2012: Christ Michiels
- 2012: Update IV
- 2013: Etienne Desmet
- 2014: Update V
- 2016: Print Wikipedia in Ghent